# Proyecto Fibonacci
El Proyecto Fibonacci fue un programa educativo de la Unión Europea (UE). Su objetivo fue promover métodos de enseñanza y aprendizaje de las matemáticas y las ciencias basados en la investigación y mejorar la adaptación de los métodos a los países participantes. El programa, fue dirigido a centros de primaria y secundaria, y se basaba en el proyecto SINUS. Debe su nombre al matemático italiano Fibonacci.

## Período
El programa comenzó en enero de 2010 y finalizó en marzo de 2013. Según el sitio web oficial, se esperaba que 3.500 profesores y 45.000 estudiantes participaran en el programa al final del período del mismo. 

## Participantes
- Escuela Normal Superior (París)
- Universidad de Bayreuth
- Universidad Libre de Berlín
- Universidad de Leicester
- Universidad de Helsinki

El consorcio estaba formado por 25 miembros de 21 países de la UE, 12 centros de referencia (Reference Centers, RC) y 24 centros asociados (Twin Centers, TC). Cada centro de referencia apoyaba a dos centros asociados con ofertas de formación y tutorías. 